# Lausannský závazek
Lausannský závazek (čteno [lózanský]) je teologický historický dokument, jehož obsah je důležitý pro řadu evangelikálních církví po celém světě.
Vznikl na Mezinárodním kongresu pro světovou evangelizaci, který se konal ve švýcarském Lausanne v roce 1974. Je výsledkem mnohaleté práce, modliteb a společných akcí evangelikálních misionářů, pastorů, evangelistů a teologů.
Kongresu v Lausanne se účastnilo přes 4000 křesťanů, ze 150 zemí a z různých denominací. Polovina účastníků přijela ze zemí tzv. Třetího světa. Jednalo se tak o velkou událost a významný mezník v dějinách rozptýlené církve.
Nejdůležitějším výsledkem tohoto kongresu se stal Lausannský závazek. Je to dokument o 3000 slovech a 15 bodech, sestavený teologickou pracovní komisí, kterou vedl anglikánský evangelikální teolog John R. W. Stott. Dokument podepsala většina účastníků kongresu.
Lausannský závazek byl přeložen do mnoha jazyků a rozeslán vedením církví po celém světě. Křesťané nejrůznějších tradic, národů a kultur, v něm mohou nalézt základnu pro jednotu a spolupráci na poli světové evangelizace. Lausannský závazek přivítali evangelikálové po celém světě a stále více evangelikálních církví se na něj odvolává ve svých vyznáních a ústavách.